# Championnat de Tchécoslovaquie de football 1928-1929
Navigation
Saison précédente Saison suivante
La saison 1928-1929 du Championnat de Tchécoslovaquie de football est la 5e édition du championnat de première division en Tchécoslovaquie. Les sept meilleurs clubs du pays se retrouvent au sein d'une poule unique, la First League, où les formations s'affrontent deux fois, à domicile et à l'extérieur. À l'issue du championnat, afin de faire passer le championnat à 8 équipes, le dernier du classement est relégué et remplacé par les deux meilleurs club de II. Liga, la deuxième division tchécoslovaque.
C'est le club du SK Slavia Prague qui termine en tête du classement du championnat, avec trois points d'avance sur le tenant du titre, le FK Viktoria Žižkov et huit sur l'AC Sparta Prague. C'est le 2e titre de champion de Tchécoslovaquie de l'histoire du club, après celui obtenu en 1925.

## Les clubs participants
| - SK Kladno - FC Bohemians Prague - Cechie Karlin - FK Viktoria Žižkov - SK Liben - Promu de II. Liga - SK Slavia Prague - AC Sparta Prague |

## Compétition

### Classement
Le barème utilisé pour établir le classement est le suivant :
- Victoire : 2 points
- Match nul : 1 point
- Défaite : 0 point

| Rang | Équipe                 | Pts | J  | G  | N | P  | Bp | Bc | Diff |
| ---- | ---------------------- | --- | -- | -- | - | -- | -- | -- | ---- |
| 1    | SK Slavia Prague       | 21  | 12 | 10 | 1 | 1  | 47 | 15 | +32  |
| 2    | FK Viktoria Žižkov (T) | 18  | 12 | 8  | 2 | 2  | 37 | 17 | +20  |
| 3    | AC Sparta Prague       | 13  | 12 | 5  | 3 | 4  | 32 | 21 | +11  |
| 4    | FC Bohemians Prague    | 12  | 12 | 6  | 0 | 6  | 33 | 31 | +2   |
| 5    | SK Kladno              | 10  | 12 | 4  | 2 | 6  | 20 | 30 | -10  |
| 6    | Cechie Karlín          | 7   | 12 | 2  | 3 | 7  | 11 | 29 | -18  |
| 7    | SK Liben (P)           | 3   | 12 | 1  | 1 | 10 | 13 | 50 | -37  |

|  | Qualification pour la Coupe Mitropa 1929             |
|  | Relégation en II. Liga                               |
|  | (T) Tenant du titre (P) : Promu de deuxième division |

## Bilan de la saison
| Championnat de Tchécoslovaquie de football 1928-1929 |                             |
| Champion                                             | SK Slavia Prague (2e titre) |
| Coupes et trophées                                   |                             |
| Vainqueur de la Coupe de Tchécoslovaquie 1928-1929   | Non disputée                |
| Qualifications continentales                         |                             |
| Coupe Mitropa 1929                                   | SK Slavia Prague            |
| Coupe Mitropa 1929                                   | AC Sparta Prague            |
| Promotions et relégations                            |                             |
| Promus en I. Liga                                    | CAFC Vinohrady              |
| Promus en I. Liga                                    | FK Teplice                  |
| Relégués en II. Liga                                 | SK Liben                    |